# まばたき

まばたきの動画

まばたき（瞬き、瞬目）は、動物の目のまぶたの開閉運動のこと。1回のまばたきの速さは平均で100 - 150ミリ秒だと言われている。
まばたきには3つの種類があり、普段我々が無意識におこなう自発性まばたきと、目に刺激（光等）が差し込んだときにおこなう反射性まばたき、そして意識的におこなう随意的まばたき がある。
まばたきの回数は1分間あたり、乳児期は2回から5回、幼児期から青年期は4回から18回、成人は10回から30回が平均値であるとされるが、個人差やその時の精神的活動の違いにより動的に変わり得る。

## 役割
まばたきが行う役割は以下の通りである。
- 涙で角膜を洗浄し、角膜を清潔に保つ。
- 物体の像のボケをまぶたできれいにし、修正する。
- 房水の流れを良くする。※房水とは角膜と水晶体の間を満たしている液のこと。
- 涙を結膜のうから涙道へ流し込む。

その他、自発性まばたきに関しては以下のような知的活動、情動等にも関与する可能性がある。
- 社会性や他者とのコミュニケーション[2][3][4]
- 実行機能などの認知機能[5][6]
- 創造性[7][8]
- 注意・覚醒水準[9]、快気分[8]

## ドーパミンと自発性まばたきの関連性
自発性まばたきの頻度は、脳内神経伝達物質の一つであるドーパミンの増加と関連することから、ドーパミン作動性神経系の非侵襲的な間接指標として用いられることがある。その根拠は以下の知見からなる。
- ヒト、サル、齧歯類においてアンフェタミンなどのドーパミンアゴニスト投与により増加し、ドーパミンアンタゴニストによって減少する[12][13][14][15][16][17]。
- サルを用いた研究にてポジトロン断層法により計測された線条体のドーパミンD2/3受容体数と正の相関関係がみられる[18]。
- 黒質線条体系のドーパミン神経細胞が減少するパーキンソン病患者では少ない[12][19]。これは、パーキンソン病治療薬であるレボドパの摂取によって一部回復する[20]。
- ドーパミンの過活動が仮説の一つとして挙げられる統合失調症患者で多い[12]。
- ドーパミンD2/D3受容体の減少が起こるとされるコカイン使用者では健常者に比べて少ない[21]。
- ドーパミン作動性神経系が重要な役割を果たす認知機能（実行機能、創造性）、報酬系行動と密接な関係がある[5][10][7][22][23]。
- 快刺激により増加する[8]。
- 自発性まばたき時にはドーパミン作動性神経系の中心的な投射先である大脳基底核（尾状核、側坐核を含む腹側線条体）の活動が高まる[24]。

ドーパミンが自発性まばたきを誘発する神経機構としては、ドーパミン作動性神経系が投射する大脳基底核から三叉神経複合体（まばたきの調節機構の第一候補）への神経入力が関与していると考えられている。
ドーパミンと自発性まばたきの関係に対して否定的な研究も一部報告されているが、近年のレビューを含むこれまで蓄積された多く研究で肯定されている。現状では、ヒトで脳内ドーパミンの変化を計測するためには、軽微ながらも被爆を伴うポジトロン断層法に限られるため、神経薬理学分野において非侵襲的な自発性まばたきは脳内ドーパミン作用を確認する有用な指標であるとされる。
さらに最近では、ニコチン受容体（中脳ドーパミン神経細胞の前シナプスに存在）遺伝子多型で差があることや、自発性まばたき時にはデフォルトモードネットワーク(記憶・学習を司る海馬を含む）が活性化すること、左角回の体積と正の相関がみられることが、大阪大学の中野らの研究により報告されており、ドーパミンの活動と関連もしくは並行して様々な神経機構が自発性まばたきの頻度に影響している可能性ある。

## ドライアイとの関連性
まず目を思い切り閉じたあと10秒間まばたきをせずに思い切り目を開いた時、痛みを感じて目をつむってしまった場合に自分がドライアイであることが分かる。ドライアイの原因は不明だが、予防対策の1つとして意識的にまばたきをする事が挙げられている。